# Мерцедес-Бенц С-класа
Мерцедес-Бенц С-класа раније позната као Сондеркласе (на немачком "специјална класа", "С-Класе"), серија је луксузних лимузина и лимузина пуне величине које производи немачки произвођач аутомобила Мерцедес-Бенц, а дивизија немачке компаније Дајмлер АГ. Ознака С класе за врхунске моделе Мерцедес-Бенца званично је представљена 1972. године, са ознаком W116.
С-класа је представила многе најновије иновације компаније, укључујући технологије погонског склопа, унутрашње карактеристике и безбедносне системе (као што су први убацили сигурносне појасеве). С-класа се сврстала у најпродаванији луксузни лимузински аутомобил, а његова најновија генерација, W222 С класа, премијерно представљена 2013. године.
У аутомобилском смислу, Сондеркласе се односи на „посебно опремљен аутомобил”. Претходни модели купеа са двоја врата С класе били су познати под називом СЕЦ, а касније и С-купе. 1996. године, купе С класе је издвојен у засебну линију као ЦЛ-класа, али од јуна 2014. године поново је означен за купе С класе за 2015. моделну годину, чиме је одустао од ЦЛ класе. У 2016. години, кабриолет С класе, који је интерно назван А217, представљен је са три варијанте: С 550 кабриолет, Мерцедес-АМГ С 63 кабриолет са 4 Матик и Мерцедес-АМГ С 65 кабриолет. Мерцедес Бенц је престао са производњом купе и кабриолета С класе 2020. Мерцедес-Мајбах С 650 кабриолет, заснован на С 65 кабриолету, најављен је за 2016.

## Ознаке модела
1993. године, када је W202 представљен као Ц-класа, традиционална конвенција о именовању (бројеви, плус слова) преокренута, а водеће слово је идентификовало линију (од краја 2017. године, А, Б, Ц, ЦЛА, ЦЛС, Е, Г, ГЛА, ГЛБ, ГЛЦ, ГЛЕ, ГЛС, С, СЛ, СЛЦ, В (V) и икс (Х) су у активној употреби). Од тада, модели са дугим точковима (раније „СЕЛ“) и модели правилне дужине (раније „СЕ“) обележени су префиксом „С” без обзира на дужину. На пример: 500СЕ и 500СЕЛ су сада означени као С500 / С500Л. W221 С класа је доступна у четири нивоа: бројеви су наведени узлазним редоследом како би означили скупље моделе (нпр. С500 (С550 за САД) / С600 / С63 АМГ / С65 АМГ итд.). У званичним Мерцедес-Бенц публикацијама и на плочицама са подацима о возилу уобичајен је размак између слова и бројева (нпр. С 600).
| Шасија | Тип      | Премијера |
| ------ | -------- | --------- |
| W180   | Понтон   | 1954      |
| W128   | Понтон   | 1958      |
| W111   | Финтејл  | 1959      |
| W112   | Финтејл  | 1959      |
| W108   | Строук-8 | 1965      |
| W116   | С-Класа  | 1972      |
| W126   | С-Класа  | 1979      |
| W140   | С-Класа  | 1991      |
| W220   | С-Класа  | 1998      |
| W221   | С-Класа  | 2005      |
| W222   | С-Класа  | 2013      |
| W223   | С-Класа  | 2020      |

## Модели претходника

### "Понтон" (1954)
Линија W180 представљена је 1954. године и представља прву линију „Понтон” модела ретроактивно повезаних са Мерцедес-Бенц С-класом. W180 је имао шестоцилиндричне лимузине, купе и кабриолет моделе, а производио се до 1957. Каснија W128 линија, уведена средином до касних 1950-их, последња је везана за име "Понтон". Имао је моделе 220а, 219 (W105), 220С и 220СЕ (лимузина, купе и кабриолет). Ознака "Понтон" односила се на њену унибоди конструкцију, са заобљеним боковима ере као стилском карактеристиком на моделима W180 / W128.
Линија „Понтон” обухватала је моделе са четири и шест цилиндара, али само шестоцилиндричне линије W180 и W128 сматрају се делом хронологије Мерцедес-Бенца С класе, јер су то биле најснажније доступне „Понтон” верзије. Оба „Понтон” модела су прво била „Мерцедес”.

### "Финтејл" (1959)
Мерцедес Бенц финтејл (немачки: Хецкфлосе) је неформални надимак који се даје возилима Мерцедес-Бенц, а препознатљив је по присутности репних пераја. Иако никада није званично означен као такав, Мерцедес-Бенц је тврдио да је функционалан и назвао их је Peilstege, помажући обележити крај аутомобила у ретровизору. Серија Финтејл заменила је серију Понтон.
Екстеријер је дизајниран за европско и северноамеричко тржиште. W111 је шифра шасије дата својим возилима врхунског ранга, укључујући лимузине са четворо врата, произведене од 1959. до 1968. године, те купе и кабриолете са два врата од 1961. до 1971. W111 су у почетку приписивани само аутомобилима са шест цилиндара са 2,2-литарским моторима. Луксузна верзија са 3-литарским моторима великог блока добила је шасију шасије W112. Возила почетног нивоа са четвороцилиндричним моторима названа су W110. Све три верзије W110, W111 и W112, у каросеријама са два и четворо врата, изграђене су на идентичној шасији.

### W108 (1965)
Обновљене и веће линије W108 / W109 представљене су 1965. године. W108 линија укључивала је правих шест М129 мотора са 250С, 250СЕ, 280С 280СЕ и 280СЕЛ. 1968. 300 СЕЛ 6.3 позајмио је 6-литарски V8 од W100 600 да понуди заиста луксузну лимузину високих перформанси.
Током овог периода, ознака С (за „Седан“) коришћена је за стандардне моделе са карбурираним кратким размацима; Е (за "Еинспритзунг", немачки за убризгавање горива) је додат у 250СЕ, 280СЕ и 300СЕ. Модели са дугим точковима су добили Л (за „Ланг“, немачки за „лонг“), што је одражавало додатних 10 центиметара (3,9 инча) додатих у задњем путничком простору. Од појаве серије W108, Мерцедес-Бенц С класе је увек обухватао две дужине међуосовинског растојања, мада се не продају све међуосовинске базе у свакој земљи.
Снажнији модели 300СЕ и 300СЕЛ класификовани су као шасија W109, са предњим и задњим ваздушним огибљењем и расположивим унутрашњим оградама од ораховог дрвета, аутоматским мењачем и електричним прозорима. 1968. године линија W108 одбацила је 250СЕ у корист крупнијих мотора 280С и 280СЕЛ; 250С је остао као улазни модел до 1969. године; 300СЕ / СЕЛ је добио свој 3,0 литарски инлине-6 за средњи СЛ тип (W113) 2,8 литарски мотор, а касније су понуђени са 3.5-литарским V8 мотором (и у СЕ и СЕЛ облику, не у САД) и 4,5-литре (само у САД) и 6,3-литарски V8 мотори (само у СЕЛ моделу). Линије W108 / 109, које су на крају замијениле W111 линије, никада нису биле доступне са четвороцилиндричним моторима.

## Прва генерација W116 (1972-1980)
1972. године, Мерцедес-Бенц је представио линију W116, прву која се званично звала С-класа. Произведена од 1972. до 1980. године, серија W116 имала је суспензију и диск кочнице на сва четири точка. Модели 280, 350 и 450 (4.5Л верзија) имали су СЕ и СЕЛ верзије. Производња W116 обухватила је 473.035 јединица. Ово је била револуционарна лимузина за Мерцедес-Бенц, а аутомобил је први пут у историји компаније имао очигледан, безобразан и спољашњи нагласак на безбедности која је постављена изнад чистог стајлинга стила. Комплетни дизајн је укључивао бројне сигурносне карактеристике развијене од „возила за истраживање безбедности” средином до краја шездесетих до врло раних 1970-их.
Ове сигурносне карактеристике биле су све ново представљене особне аутомобиле "прве" на производном возилу: обрубљена облога врата око прозора, јако обложен волан, свеобухватније сигурносне облоге на инструментној табли и око унутрашњости, двоструки асиметрични брисачи ветробрана, наслони за главу централна депресија за лоцирање главе путника у централнијем положају током задњег удара, систем за управљање кишницом за побољшање видљивости који се састоји од дубоких канала са обе стране ветробранског стакла, укључујући сличне дизајне са стране огледала, заобљени облици каросерије дуж ивица, попут врхова предњих блатобрана, итд. Дизајнирана за ублажавање повреда пешака, ребраста лећа задњег талип-а која ће остати јаснија од нечистоће на удубљеним местима, прва помоћ лако доступна комплет који је смештен у удубљеном одељку на задњој полици пакета истакнуто са универзално препознатим симболом "крста" који представља "прву помоћ".
Модели W116 биле су велике луксузне лимузине. W116 је споља био већи у односу на серију W108 / W109 коју је заменио, али имао је сличан унутрашњи капацитет, јер је додатни део покренуо неколико нових и горе наведених инжењерских развојних решења о безбедности аутомобила и заштити путника у судару. W116 је у дизајн возила увео и друге побољшане сигурносне карактеристике, укључујући ојачану шкољку путника. Био је један од првих аутомобила који је био доступан са АБС-ом, системом за задржавање ваздушних јастука возача. Такође, W116 је прво путничко возило за масовну производњу које се нуди са турбо-дизелским мотором.
450СЕ, тада најмоћнији модел у линији W116, награђен је европским аутомобилом године 1974. године. На сајму аутомобила Нев Енгланд 1972 који је одржан у јесењој сезони у Бостон. Почевши од 1975. године, W116 је надограђен новим системом убризгавања горива да би био у складу са ревидираним стандардима о емисији издувних гасова на европским тржиштима. Лагано смањивање снаге резултат је овог ажурирања, али 1978. године, низ даљих надоградњи мотора, вратио је оригиналне нивое перформанси у оквиру нових система убризгавања горива.

### Мотори
Заједно са W116 моделима, V8 мотори модела 350/450 СЕ / СЕЛ постали су редовна опција. Због нафтне кризе, инжењере је највише забринула економичност горива, па су наставили да додају високо ефикасну, ограничену производњу 450 СЕЛ 6.9. Овај 8-цилиндрични модел, који је симпатично назван једноставно „6,9“, хвалио се највећим мотором инсталираним у послератном Мерцедес-Бенцу до данас. Сваки 450 СЕЛ 6.9 има самонивелирајуће хидропнеуматско вешање, а такође је понудио и АБС систем против блокирања, као опцију од 1978. Такође, само у Сједињеним Државама и Канади, 1978. године, Мерцедес-Бенц је представио економичну, али моћни 3,0-литарски 5-цилиндрични турбодизел ОМ 617 А, који производи 85 kW (116 КС; 114 КС) и продаје се као 300СД.

## Друга генерација W126 (1979–1991)
Серија W126 премијерно је приказана у септембру 1979. године, а лансирана је у марту 1980. као модел из 1980. и крајем 1980. као модел из 1981. у САД и Аустралији који је заменио линију W116. Линија W126 одликовала се побољшаном аеродинамиком и повећаним блоковима алуминијума. У Аустралији 1981. године, класа W126 С освојила је награду Аутомобил године магазина Вхелс. W126 је произведен од 1979. до 1991. године са ажурирањем у средњем циклусу. Купе модели засновани на С-класи поново су представљени са W126 (380/500 СЕЦ). Укупна продаја лимузина W126 С класе достигла је 818.036 јединица, а продато је 74.060 купеа.
Децембра 1980. године, W126 је представио ваздушни јастук са стране возача, који је Мерцедес-Бенц патентирао 1971. године, као и путничке ваздушне јастуке (1988), затезаче сигурносних појасева и контролу вуче. То је био први производни аутомобил који је имао стандард ваздушних јастука, а 1991. године само је неколико других произвођача у Европи понудило ваздушни јастук. Унутрашњост је имала додатну љубазност и лампе за читање, заједно са грејаним седиштима и напреднијим климатским системом. Стандардни је био четворостепени аутоматски мењач.
Иако врх понуде Мерцедес-Бенц 450СЕЛ 6.9 из претходне генерације није директно замењен, W126 је на 500СЕЛ преносио хидропнеуматско вешање 6.9 као опцију. Понуђен је и нови систем темпомата. Успевши у купе који су засновани на родстеру, W126 је представио варијанту са два врата, СЕЦ купе. W126 С-класа је добила ажурирање средњег циклуса 1985. године која је укључивала и екстеријерне модификације и надоградње мотора.

### Мотори
У W126 С класи укључивали су моторе са редним 6 и V8 мотором. Већина продаје долази од дизела у Европи и равних шест модела у Сједињеним Државама, иако модерни новинари хвале V8 моделе. Током ажурирања W126 средњег циклуса 1986. године, и 6 и V8 мотори су надограђени на различите нивое запремине у неколико модела (шестоцилиндрични унапређен са 2,8 Л на 3,0 Л, осмоцилиндрични са 3,8 Л на 4,2 Л). и 5,0 Л до 5,6 Л).

## Трећа генерација W140 / Ц140 (1991–1998)
1991. године серија W140 заменила је линију W126 са првим производним моделом састављеним у априлу те године. W140 је растао у пропорцијама и имао је две дужине међуосовинског растојања и купе са краћим међуосовинским растојањем. Произведено је укупно 432.732 јединице.
W140 је коштао 25% више од W126 који је заменио и имао је двоструко стакло на прозору, поклопац пртљажника и врата са само затварањем, електричне прозоре са функцијом заштите од заглављивања (спуштање када наиђе на препреку), позадинске маркере у САД (која се појавила на задњим крилима када су обрнута) и систем грејања који је испуштао топли ваздух док је преостала енергија била доступна након искључивања мотора.
1993. године Мерцедес-Бенц рационализована је тако да су аутомобили СЕ / СЕЛ / СЕЦ постали С-класа и алфанумеричке ознаке обрнуте (нпр. 500СЕ и 500СЕЛ су постали С500 без обзира на дужину међуосовинског растојања). 1995. године W140 је примио мању фазу подизања лица која садржи јасна сочива показивача на предњем и задњем делу, као и предња светла опремљена засебним рефлекторима кратког и дугог снопа за америчко тржиште. Након подизања лица средином године, W140 купе и лимузина су имали електронску контролу стабилности. Ова посебна генерација С класе се у многим блискоисточним земљама или назива надимак Мерцедес "Схабах / شبح" (у преводу значи дух).

## Четврта генерација W220 (1998–2005)
У јулу 1998. године представљен је W220. W220 С-класа је рестилирана због надоградње на претходне моделе или нових аутомобила које су објављене у односу на претходника W140. За разлику од свог претходника, W220 није био први модел који је представио нову тему компаније за нову генерацију Мерцедес-Бенца. Ова част припала је W168 А-класи када је лансирана 1997. Нова С-класа је уклопила нове стилске знакове који су први пут представљени у Мк I А-класи годину раније (на пример, контролна табла је пренела нове детаље о стиловима први пут виђен у А-класи), са обновљеним фокусом на елеганцију и стил заобљенијег облика у односу на претходни W140. Иако је мањи, W220 С класа је понудила више унутрашњости простора него W140. Производња W220 С класе укупно је достигла 485.000 јединица, што је нешто више од производње из W140. W220 је произведен само у лимузинској верзији.
Као и код сваке нове С-класе, и W220 је донео иновације попут ваздушног огибљења Аирматик и активног вентилираног седишта (који су користили минијатурне вентилаторе на седиштима за кретање ваздуха кроз перфорације). Уведен је навигациони систем са екраном на централној конзоли, заједно са системом контроле улаза КОМАНД. Остале опције укључују улазак и паљење без кључа, радарски систем за темпомат и систем за затварање цилиндра под називом Активе Цилиндер Контрол. Систем погона на све точкове 4МАТИК представљен је на тржишту Северне Америке С-класу за 2003. годину, надопуњујући традиционалне конфигурације погона на задњим точковима. Мерцедес је 2003. године лансирао С63 АМГ, први модел перформанси С-класе. Имао је 6,5-литарски V8 мотор, путем 7-степеног потпуно новог мењача, имао је 450 КС и био је сјајан за вожњу.
2002. године Мерцедес-Бенц је представио први светски безбедносни систем безбедности на W220, првом верзијом Пре-Сафе. W220 С-класа добила је спољашње освежење са ажурирањима на предњем делу фасаде. Угао решетке је подешен у мало усправнији положај, а ксенонски предњи фарови добили су ново провидно кућиште, замењујући претходне непрозирне верзије. Доњи отвори за предњи браник такође су били рестилизовани. 2005. године, С-класа је прво возило које је од немачке Комисије за техничку усавршавање за еколошки прихватљиве компоненте добило сертификат о заштити животне средине Института ТУВ.

### Мотори
W220 је био доступан са више опција мотора него W126 или W140. Асортиман је започео са мањим V6 мотором од 2.8 (Сингапур), а затим 3.26 167 kW (227 КС; 224 КС), који је у С350 надјачао повећани V6 са 3,7 л 183 kW (248 КС; 245 КС). С430 је покретао V8 од 4,3 Л, 208 kW (283 КС; 279 КС), а С500 V8 од 5,0 Л, 228 kW (310 КС; 306 КС). С55 АМГ опремљен је V8 мотором 5,4 Л 368 kW (500 КС; 493 КС), а С55 АМГ 2000/2001 опремљен је V8 мотором од 5,4 Л 270 kW (360 КС). С600 је опремљен 5,2 Л 368 kW (500 КС; 493 КС) двоструким турбо мотором М275 V12, С600 2000/2001 опремљен природним аспирационим мотором М137 5,8 Л 274 kW (372 КС; 367 КС).
АМГ је током једног месеца произвео С63 АМГ, који се продавао у ограниченом броју. С63 је покретао V12 од 6.3 Л, 331 kW (450 КС; 444 КС). Непознати број њих продао се искључиво путем АМГ-а на европским и азијским тржиштима. У каснијим производним годинама W220, произведен је ограничени број модела С600 за подизање дугих точкова који садржи АМГ стил како би се истакнуо први од АМГ уграђених М275 5,5 V12 Би-Турбо електрана; луксузна алтернатива С65 АМГ и у смислу модерне класике, колекционарска као и сам С65 АМГ.
Покретан V12 двоструким турбо мотором од 6,0 Л (620 КС; 612 КС), С65 је био најмоћнија С класа, као и најснажнија производна лимузина у свету. С65 је имао 0 до 97 km/h (0 до 60 мпх) време од 4,2 секунде (конзервативна процена МБ) и време тестирано од стране власника од 3,8 секунди и могло је да достигне 160 km/h (100 мпх) испод 9 секунди. Надаље, надоградња софтвера ЕЦУ може резултирати производњом мотора од 550 kW (750 КС; 740 КС) и преко 1.150 њутн-метара (850 лб⋅фт) обртног момента.

## Пета генерација W221 (2005–2013)
Потпуно нови W221 представљен је у јесен 2005. године на Међународном сајму аутомобила у Франкфурту, а продаја је започела у јесен 2005. године, а извоз на друга тржишта почео 2006. године. Поново је дошло до велике промене у дизајну. W221 С класа је своју северноамеричку премијеру приредила на Међународном сајму аутомобила у Северној Америци 2006. године. W221 је мало већи у свим димензијама од претходника, а има три новоразвијена мотора са повећањем снаге до 26%. Унутрашњост је потпуно нова, сви материјали су надограђени и омогућују луксузнију вожњу, а ручица мењача на централној конзоли замењена је мењачем на ступу. Нове технолошке карактеристике на W221 укључују инфрацрвену функцију ноћне видљивости-асистирања и најновији Мерцедес-Бенц систем пре судара. W221 се одликује оштријим спољашњим стилом (од којих су најзначајнији широки лукови блатобрана) и технолошким побољшањима. W221 је друга узастопна генерација С класе која ће се искључиво производити у лимузини.
Модели који се продају у Северној Америци су С450 (само 2008, СВБ и Канада), С400 Хибрид (2010), С350 Блутек 4МАТИК (2012), С550, С600, С63 АМГ и С65 АМГ; остали модели који се продају изван Северне Америке укључују С280, С350, С300, С420 ЦДИ и С320 ЦДИ. Први модел W221 објављен у Северној Америци и Јапану био је С550 (зван С500 изван Северне Америке и Јапана), а С600 је стигао следећег пролећа.
У Сједињеним Америчким Државама за 2010. годину модела, С-класа је средином 2009. године прешла преко целе линије модела. Дневне ЛЕД лампице постављене су на спољне ивице биксенонских лампи. На задњем крају је било наглашено 52 карактеристично распоређена ЛЕД-а у два задња светла. Остале приметне промене на предњем делу аутомобила су израженија решетка у облику стрелице, плус нови предњи браник са светлосном контуром и хромирана трака испод канала за хлађење ваздуха. Такође су додата нова, елегантна ретровизора са ретровизором са ЛЕД-ом. Издувни отвори свих варијанти С класе су видно интегрисани у задњи браник. Точкови су ажурирани на модерније моделе. Такође нова је хибридна верзија С400. Безбедност је такође побољшана на већини Мерцедесових модела, са наранџастим светлосним рефлекторима постављеним са стране одбојника. Такође, пре ажурирања имао је поглед са С-класе на предњу страну. После је нестао. Такође, на дну врата и одбојника додаје се нешто сјајног хрома.
У погледу перформанси, С550 завршава вожњу од 0-100 km/h за само 5,4 секунде. Иако има масу од 2.304 kg (5.079 lb), С65 АМГ и даље прави 0-100 km/h (0-60 мпх) за само 4,2 секунде. С600 прави исти спринт за око 4,6 секунди.
Кочнице и даље постају напредније са новим системом за надгледање кочења (Плус Браке Асист) ради колизије која се убрзава и по потреби повећава кочење, док радарски темпомат са системом Дистрониц Плус сада може зауставити аутомобил. Овај систем делује у спољним условима; тестна демонстрација Мерцедес-Бенца у хали за тестирање судара резултирала је срамотом за компанију када се нова С-класа срушила у задњи део стационарне W220 С-класе. Овај инцидент је касније приписан неисправности радарског система унутар челичне тестне зграде која одражава радар (тј. збуњујућу радар) у којој је догађај сниман.
Висока робна кућа Сакс Фифт Авенуе у свом је божићном каталогу за 2005. годину понудила на продају 20 специјалних издања С600. Свих 20 аутомобила, чија цена кошта 145.000 америчких долара, продате су 22. новембра 2005. године за мање од седам минута. Лимузине Сакс-едитион С600 завршене су у моцха црној екстеријери са бадемасто беж унутрашњошћу и први су примери С600 који је продат приватним власницима. С600 су добили скоро сваки опциони стандард. Аутомобил магазин је 2007. године W221 С класу означио једном од својих „Алл Старс“ над ривалима из Лексуса и BMW-а, одабрали су С550 као победника у петоструком упоредном тесту водећег брода. луксузне лимузине, као и Мотор Тренд Магазин у јулу 2009. године у трочасовном упоредном тесту, а друга два конкурента су BMW 750 Ли и Ауди А8 Л 4.2 Кватро.

## Шеста генерација W222 / Ц217 / А217 (2013–2020)
Представљен у мају 2013. године, најновија С-класа има прозрачнији изглед од одлазећег модела. Неке занимљиве карактеристике укључују велику предњу решетку инспирисану аутомобилом Ф700 Концепт и ЛЕД светла која се користе искључиво изнутра и споља - прва у аутомобилској индустрији. Две снажне линије конвертираних карактера дају бочним странама обликован изглед, док интегрисани врхови издувних гасова и велики стаклени кров (вероватно опционо) истичу дизајн.
Заједно са седаном, С-класа је произвела купе (Мерцедес-Бенц Ц217) и кабриолет (Мерцедес-Бенц А217), као и варијанту „Пулман“ са продуженим точковима, дужу од дугачког међуосовинског растојања „Л”. Док модел са кратким точковима носи код шасије W222, модел са дугим точковима користи код шасије W222. За разлику од претходних генерација, Мерцедес се превасходно фокусирао на развој дужег модела, јер многи купци на брзо растућим азијским тржиштима радије изазивају изазов. У 2016. години Мерцедес W222 је био последњи аутомобил са С65 АМГ мотором.

### Опрема
Изнутра је готово свака површина прекривена луксузним материјалом - све што изгледа као кожа је природна кожа и користи се метал, а не било која пластична алтернатива. Скуп инструмената у потпуности се састоји од два широкозаслонска (дијагонала 30,5 cm) ЛЦД екрана с анимираном графиком. „Хед-ап“ екран и додирна табла са одзивом на гесте постали су опције почетком 2014. Садржао је нови систем за забаву.
W222 објављује доступну Магик Боди Контрол, која се састоји од стерео камера монтираних на ветробранско стакло које могу „очитати“ пут испред себе (скенирање површине терена) и комуницирати са суспензијом Активе Боди Контрол како би се припремило за неравну површину пута. Првобитно доступан само на моделима са 8 цилиндра и више, Магик Риде Контрол покушава да изолује каросерију аутомобила предвиђајући, а не реагујући на поломљене коловоз.
Расположиви луксузни термини изнад оног што се нуди у W221, укључују избор типа масаже за сваког путника (W221 је понудио различите интензитете појединог типа масаже) и два нивоа врхунског звука луксузног Немачког бренда Бурместер.
W222 има системе за помоћ возачу, који му омогућавају да усмери стазу унутар траке и следи водеће возило кратко време (ДИСТРОНИК ПЛУС са управљачем, који се још назива и помоћник у застоју у саобраћају). Такође ће успорити или доћи до мртве тачке и убрзати се као одговор на саобраћај који следи. Мерцедесови инжењери тврде да су се у контролисаним условима возили W222 С класе који је аутономно возио 50 км, само променом параметара који контролишу већ уграђену опрему. Такве модификације нису доступне широј јавности.

### Снага
Као и W221 С500, W222 С-класу ће покретати снажнији твин-турбо V8 који производи 339 kW (455 КС) док ће С600 носити твин-турбо V12. Ту су и дизелска верзија С350 БлуеТЕК, хибридни С400 са 20-киловатним (27 КС; 27 КС) електричним мотором и V8 мотором од 228 kW (310 КС; 306 КС), дизел-електрични хибрид С300 БлуеТЕК. С500 плуг-ин хибрид касније је представљен на Сајму аутомобила у Франкфурту са тржишним издањем 2014. године и захтевао је километражу од 3 л/100 км (94 мпг-имп; 78 мпг - УС), емисију ЦО2 од 69 г/км (3,9 оз/ми) и до 30 km/h вожње без емисија. С500 Плуг-Ин хибрид опремљен је 3-литарским V6 снаге 245 kW (334 КС; 329 КС) и електричним мотором од 80 киловата (110 КС; 110 КС). У понуди су и АМГ С63 (V8 би-турбо) и С65 (V12 би-турбо) ЛВБ лимузина. Сви модели С класе долазиће са 7-степеним аутоматским мењачем.

## Седма генерација W223 (2020–)
С-класа серије 223 већа је у свим димензијама од претходног модела. Као и у редизајнираној серији 213, задња светла су широка и подељена хоризонтално. По први пут су кваке на вратима интегрисане у равни са каросеријом уз доплату. Они би требало да се продуже када се возач приближи возилу. Уз доплату је и такозвано дигитално светло, које је намењено да упозори на детектоване предмете и људе испред возила, и управљање на свим точковима, при чему се задњи точкови окрећу у супротном смеру до брзине. од 60 км/х и под углом до 10 степени предњи точкови, а изнад њих се окрећу у истом смеру као и предњи точкови. Смањује круг окретања возила до два метра. За Мајбах верзију доступан је и са мањим углом од 4,5 степени.
Од друге половине 2021. године, С-класа би требало да буде у могућности да вози у саобраћајним гужвама на аутопуту са нивоом аутономије 3. У случају несреће, одговоран би био произвођач, а не возач. Систем треба да ради до брзине од 60 km/h. Веће брзине нису дозвољене у Европи због прописа UNECE. Чак и у САД, систем се може користити само до 64 km/h. У новембру 2021. лансирање ове функције је одложено. Месец дана касније, Drive Pilot је одобрен у Немачкој за почетак 2022. Доступан је за наручивање од маја 2022. године. Требало би да буде доступан на 13.191 километру аутопута који је пуштен за Drive Pilot, али не мења траке. Може се користити само на дневном светлу и на температурама изнад 3 °C, без мраза или јаке кише, а детектује се возило испред. Поред тога, Drive Pilot не ради у тунелима или на градилиштима и само са постојећим и видљивим ознакама на путу. У јануару 2023. Мерцедес-Бенц је добио одобрење за Drive Pilot у америчкој држави Невада. На аеродрому у Штутгарту, APCOA је заједно са Бошом и Дајмлером (сада Мерцедес-Бенц Група) опремио П6 паркинг гаражу тако да је могуће такозвано „аутоматизовано паркирање службеника“. Возач може помоћу апликације унапред резервисати паркинг место и предати возило у зону примопредаје директно иза улазне баријере и напустити паркинг гаражу. Возило тада потпуно аутоматски проналази паркинг место. Чак и када се вратите, возило аутоматски вози у зону примопредаје када вас позове ваш паметни телефон. Серија 223 је прво возило у којем је „Аутоматско паркирање возила“ могуће уз доплату.

### Снага
Приликом лансирања на тржиште, С-класа се нудила само са шестоцилиндричним бензинским или дизел моторима и кратким (В 223) или дугим (В 223) међуосовинским растојањем. М 256 редни шестоцилиндрични бензински мотори су дизајнирани као благи хибрид са 48В стартер генератором радилице. Верзија мотора са 320 кВ је такође опремљена додатним електричним компресором. У мају 2021. уследио је В8 бензински мотор. Касније је уследио плуг-ин хибрид са електричним дометом од око 100 км и дериват Мерцедес-АМГ-а са системском снагом од 590 кВ (802 КС). Посебно луксузно опремљена верзија је такође доступна од Мерцедес-Мајбаха од маја 2021. године. Такође је доступан са В12 бензинским мотором.
Поред тога, од лета 2021. постојаће независни, батеријски електрични модел, EQS, под Мерцедес-Бенц EQ подбрендом. Дајмлер АГ је показао први поглед на ово на ИАА у септембру 2019. са концептним возилом Мерцедес-Бенц Вижн EQS.

## Концептни аутомобил
Током 1980-их, Мерцедес-Бенц је заједно са тимом професора Ернста Дикманса на Бундесвер универзитету у Минхену изградио прве аутомобиле без возача, користећи С-класу. Врхунац овог напора постигнут је 1995. године, када је Дикмансов реновирани аутономни робот С класе завршио путовање из Минхена, Баварске у Копенхаген, Данску и назад. На аутобану је робот С-класе постигао брзину већу од 175 km/h. Предлагао је и извео маневре претицања. Способности аутомобила оставиле су велики утисак на многе посматраче, а сматра се да су имале велики утицај на истраживање и финансирање робота у целом свету.
Концептни будући хибрид, истраживачки аутомобил Ф700, такође је представљен на Сајму аутомобила у Франкфурту 2007. Ф700 је имао три редовна врата и четврта врата са ротацијом од 180 степени. Концепт је такође имао гуме отпорне на метке и пробоје.

## Безбедност
Мерцедес-Бенц је традиционално увео своје сигурносне иновације у С-класу. На пример, С-класа је била први аутомобил у Европи који је уградио ваздушне јастуке и појасеве са три тачке. Сигурносне карактеристике С класе укључују иновације у активној безбедности (избегавање незгода), пасивној безбедности (заштита од судара) и холистичкој безбедности (интеграција активних и пасивних безбедносних карактеристика). Функције активне безбедности укључују: АБС кочење 1978. године (делује на смањење кочионих путева и побољшава контролу заустављања; ко-развијено са Бош-ом); контролу вуче и електронски програм стабилности (ЕСП) из 1995. године (побољшава контролу возача у тешким условима на путу); и помоћ при кочењу (пружа пуну снагу кочења током заустављања у нужди). 2005. године уведена је нова инфрацрвена функција ноћног вида (побољшава видљивост током ноћних услова). Упркос популарној заблуди, С-класа није први аутомобил опремљен АБС системом кочења, мада се може дати заслуга за популаризацију ове, углавном стандардне особине (АБС је у почетку био опција на већини модела W126 С-класе). Активно држање стаза постало је стандард у 2011. години.
Пасивне сигурносне карактеристике укључују: згужване зоне 1957. године (структура каросерије возила апсорбује силу удара); склопиви ступац управљача (спречава да се стуб управљача скрши у кабину током несреће), ојачана заштита путника у појачаним ударима током јаких удара (превртање); затезање сигурносног појаса пре несреће (затеже сигурносне појасеве пре удара) и платформе за сендвиче (омогућава да мотор клизне испод путника у глави).
ПРЕ-САФЕ, Мерцедес-Бенц-ова холистичка безбедносна карактеристика, представљена је у С-класи 2002. ПРЕ-САФЕ интегрише више активних и пасивних безбедносних функција за „сигурносну мрежу“ приступ безбедности возила покушавајући да спречи несреће; ако се догоди несрећа, ПРЕ-САФЕ има за циљ да смањи повреде путника. У најновијој верзији овог система за пред судар, ПРЕ-САФЕ ће припремити систем за помоћ при кочењу, закључати врата да се спречи случајно отварање током несреће, подесити седишта, затворити прозоре и кров, и затегнути сигурносне појасеве током одређених врста судара. У случају да несрећа резултира превртањем, функција ПРЕ-САФЕ откључава врата и спушта прозоре за приближно 1 cm (1⁄2 ин) како би вам омогућили излазак или безбедносним радницима да им омогуће лакши приступ.
Статистика несрећа на моделу по моделу Министарства спољног саобраћаја у Великој Британији показује да је Мерцедес-Бенц С-класа један од најсигурнијих аутомобила на путевима у Великој Британији.
Произведена је специјална оклопна верзија Мерцедес-Бенц С класе, позната као С-гард. Карактеристике укључују могућност издржавања ватре из малокалибарског оружја и одређених експлозивних направа, самозаптивни резервоар за гориво и алармни систем. Мерцедес-Бенц је 2009. године лансирао верзију С-гарда с међуосовинским растојањем, познатог као Пулман гард. Овај модел је 45 cm (18 инча) дужи од стандардног модела, а такође има и виши кров и виши стражњи прозор.
С-гарда се широко користи на дипломатском нивоу ради заштите светских лидера. Познато је да деведесет влада широм света користи С-гарду за превоз владиних лидера и достојанственика. С-гард је изграђен на специјалној производној линији у погону С класе у Синделфингену, Немачка, са специфичним побољшањима С-гард интегрисаним у више фаза током производног процеса.

## Производња
Већина модела С класе, укључујући W221, изграђена је у фабрици Дајмлер АГ у Зинделфингену, Немачка, и у фабрици Мерцедес-Бенц-Валдез у Сантиаго Тиангуистенко, Мексико. Основана Дајмлер Моторен Гезелшафт 1915. године, фабрика Зинделфинген такође је произвела модел 600 „Гросер Мерцедес“ и претходних генерација С-класе. Ранији модели С-класе (попут W126) грађени су на различитим локацијама, од Штутгарта до Јужне Африке, али са новијим моделима (као што је W220) производња је концентрисана у Синделфингену и Сантиаго Тиангуистенко. У фебруару 2007, фабрика Дајмлер Крајслер Малезије (сада Мерцедес Бенц Малезија) у Пекану, Паханг започела је производњу возила С350 (модел W221) и тренутно саставља С300, С350Л и С500Л. Свеукупно је произведено око 2,7 милиона возила С класе у последњих четрдесет година.
- W116: 473,035
- W126: 818,036
- W140: 406,532
- W220: 485.000
- W221: 516,000
- W222: 373,637

### Продаја
| Календар године | САД (хибрид) | Немачка | Кина               |
| --------------- | ------------ | ------- | ------------------ |
| 1999            |              | 22,996  |                    |
| 2000            |              | 21,989  |                    |
| 2001            | 25,998       | 18,347  |                    |
| 2002            | 21,118       | 11,395  |                    |
| 2003            | 22,940       | 9,856   |                    |
| 2004            | 20,460       | 7,045   |                    |
| 2005            | 30,886       | 6,718   |                    |
| 2006            | 26,081       | 10,985  |                    |
| 2007            | 17,787       | 8,262   |                    |
| 2008            | 16,036       | 8,077   |                    |
| 2009            | 11,119       | 6,617   | 14,959             |
| 2010            | 13,608       | 5,177   | 25,000             |
| 2011            | 12,258       | 4,730   | 31,050             |
| 2012            | 11,795       | 3,304   | 33,140             |
| 2013            | 13,303       | 4,963   | 20,448 (11 месеци) |
| 2014            | 25,276       | 8,617   | 28,054             |
| 2015            | 21,934       | 7,312   | 26,234             |
| 2016            | 18,803       | 6,812   |                    |
| 2017            | 15,888       | 6,759   |                    |
| 2018            | 14,978       | 6,572   |                    |